# 三都澳
26°37′14″N 119°42′09″E / 26.620552°N 119.702373°E
三都澳是位于中国福建省宁德市蕉城区东南面的一个港口，距城区30公里。由东冲半岛、鉴江半岛合抱而成。
三都澳为闽东沿海的“出入门户，五邑咽喉”，这里由三都、青山、斗帽、白匏、鸡公山等5个单岛和1个城澳半岛、14个屿、17个礁、5处滩涂以及官井洋、复鼎洋组成。岛屿连缀，水深波平，腹大口小，能停泊数十万吨巨轮，是世界少有的天然良港。
三都澳内有许多形态各异的礁石岸坞，峰奇石怪，景色优美，素有“海上明珠”之称，又被称为“海上天湖”。
三都澳产出的大黄鱼色佳味美。还有海藻、贝壳诸类，均为席上佳肴。

## 历史
三都早在唐朝以前，就已开发。清康熙二十三年（1684年）在此设有宁德税务总口，下辖九个口岸。光绪二十三年（1897年）正式开放作为对外通商口岸，并成立福海关。嗣后，有英、美、德、俄、日、荷兰、瑞典、西班牙、葡萄牙等13个国家20家公司在三都设立子公司和商行。至今还保留着当时建造的天主教堂、主教楼、修道院、渔民馆等，其中三都澳天主教堂在省内算为保存最完善的一座。

## 港口
海域总面积714平方公里，主航道水深30—115米。口小腹大，处于中国海岸线中点，30万吨船舶可全天候自由进港。
- 民港
- 军港

## 景点
- 海上渔排
- 三都岛
- 斗帽岛